# Copa Hopman de 2010
A Copa Hopman de 2010 foi a 22ª edição do torneio entre países do tênis em mistas, organizada pela Federação Internacional de Tênis.
María José Martínez Sánchez e Tommy Robredo da Espanha bateram os britânicos Laura Robson e Andy Murray na final.